# Joseph Breuer (rabbin)
Pour les articles homonymes, voir Joseph Breuer et Breuer (homonymie).
Joseph Breuer (23 mars 1882, Pápa, Royaume de Hongrie-19 avril 1980, New York, New York) était un rabbin et dirigeant communautaire en Allemagne puis aux États-Unis. Il dirigea la communauté juive allemande de Khal Adath Yeshurun (KAJ) Washington Heights à New York. Ayant obtenu un PhD, il était connu comme le Rabbi Dr Breuer. 
Petit-fils du rabbin Samson Raphael Hirsch, il visa à perpétuer ses idées, notamment le Torah im Derekh Eretz (en). 
Son fils aîné est Marc Breuer.

## Sources
Joseph Breuer, qui cite comme sources
- David Kranzler & D. Landesman. Rav Breuer: His Legacy, His Life. New York, New York: Feldheim Publishers, 1998.  (ISBN 1-58330-163-1)
- Bodenheimer, Ernst Rabbi Joseph Breuer: The Rav of Frankfurt, U.S.A., Jewish Observer
- Frankel, Pinchas On the Breuer Kehilla, ou.org